# 小田正人
小田 正人（おだ まさと、1892年（明治25年）12月5日 - 1989年（平成元年）10月6日）は、大日本帝国陸軍軍人。最終階級は陸軍少将。

## 経歴
1892年（明治25年）に鹿児島県で生まれた。陸軍士官学校第25期卒業。1939年（昭和14年）3月9日に陸軍歩兵大佐進級と同時に第1国境守備隊第4地区隊長（関東軍）に着任し、1940年（昭和15年）12月に歩兵第30連隊長（関東軍・第28師団）に転じ、満州の守りに任じた。1942年（昭和17年）8月に熊本陸軍幼年学校長に就任し、1943年（昭和18年）8月に陸軍少将に進級した。
1944年（昭和19年）9月18日に編制された独立混成第70旅団（南方軍・第29軍）の旅団長に9月22日に就任し、マレー半島・クアラカンサルで守備に任じ、終戦を迎えた。
1948年（昭和23年）1月31日、公職追放仮指定を受けた。